# 聖胡斯特山脈

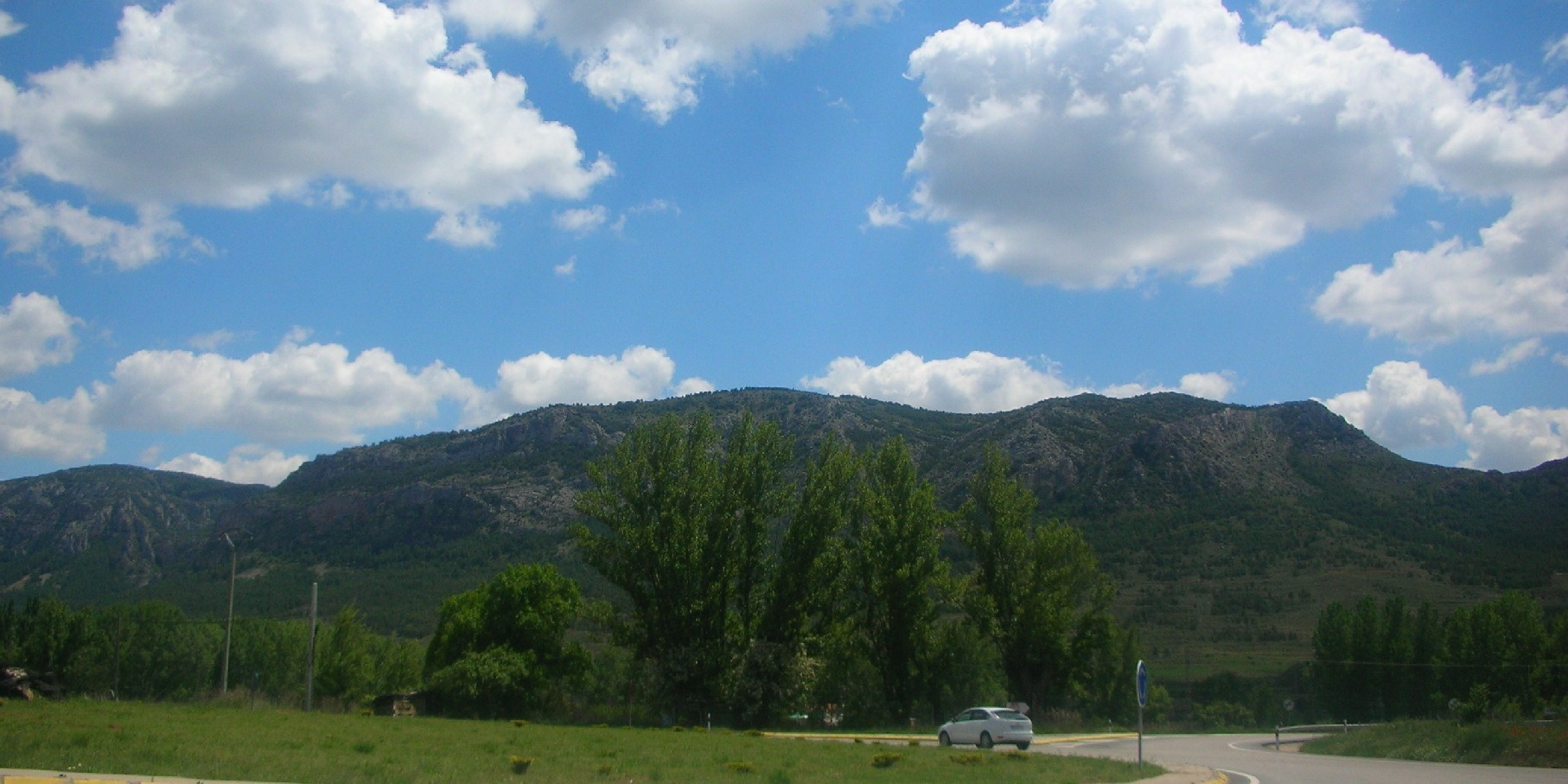

40°44′36″N 0°39′46″W / 40.74333°N 0.66278°W
聖胡斯特山脈（西班牙語：Sierra de San Just），是西班牙的山脈，位於阿拉貢自治區，屬於伊比利亞山脈的一部分，最高點海拔高度1,522米，山體在白堊紀時期形成。